# Todiramphus
Genre
Le genre Todiramphus (aussi orthographié Todirhamphus) comprend 30 espèces d'oiseaux, des martins-chasseurs, appartenant à la famille des Alcedinidae.

## Liste des espèces

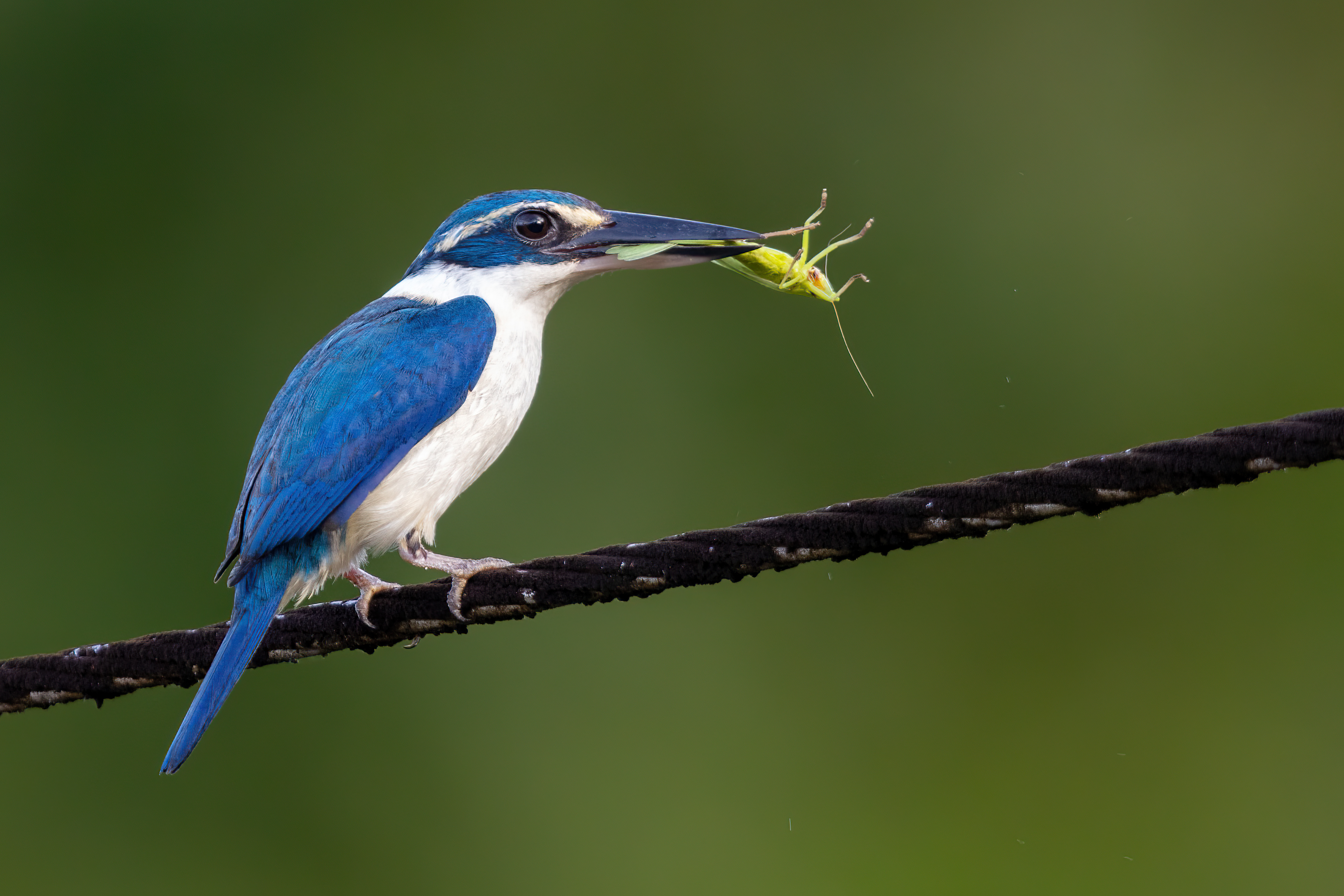
Todiramphus sacer aux Fidji. Décembre 2022.

D'après la classification de référence (version 15.1, 2025) du Congrès ornithologique international (ordre phylogénique) :
- Todiramphus nigrocyaneus – Martin-chasseur bleu-noir
- Todiramphus winchelli – Martin-chasseur de Winchell
- Todiramphus diops – Martin-chasseur des Moluques
- Todiramphus lazuli – Martin-chasseur lazuli
- Todiramphus macleayii – Martin-chasseur forestier
- Todiramphus albonotatus – Martin-chasseur à dos blanc
- Todiramphus leucopygius – Martin-chasseur outremer
- Todiramphus farquhari – Martin-chasseur à ventre roux
- Todiramphus funebris – Martin-chasseur funèbre
- Todiramphus chloris – Martin-chasseur à collier blanc
- Todiramphus sordidus – Martin-chasseur de Torrès
- Todiramphus colonus – Martin-chasseur de Louisiade
- Todiramphus albicilla – Martin-chasseur des Mariannes
- Todiramphus tristrami – Martin-chasseur de Tristram
- Todiramphus sacer – Martin-chasseur du Pacifique
- Todiramphus enigma – Martin-chasseur des Talaud
- Todiramphus cinnamominus – Martin-chasseur cannelle
- Todiramphus pelewensis - Martin-chasseur des Palau
- Todiramphus reichenbachii – Martin-chasseur de Ponapé
- Todiramphus saurophagus – Martin-chasseur à tête blanche
- Todiramphus sanctus – Martin-chasseur sacré
- Todiramphus recurvirostris – Martin-chasseur des Samoa
- Todiramphus australasia – Martin-chasseur couronné
- Todiramphus tutus – Martin-chasseur respecté
- Todiramphus ruficollaris – Martin-chasseur de Mangaia
- Todiramphus veneratus – Martin-chasseur vénéré
- Todiramphus gambieri – Martin-chasseur des Gambier
- Todiramphus gertrudae - Martin-chasseur de Niau
- Todiramphus godeffroyi – Martin-chasseur des Marquises
- Todiramphus pyrrhopygius – Martin-chasseur à dos de feu